# Bataille d'Ouqayribat
Guerre civile syrienne
Batailles
La bataille d'Ouqayribat a lieu du 1er au 3 septembre 2017 lors de la guerre civile syrienne.

## Prélude
La bataille a lieu dans le cadre d'une offensive lancée contre l'État islamique par les troupes du régime syrien dans la Badiya, les régions désertiques de l'est de la Syrie. Contrôlée par l'État islamique depuis 2014, la ville d'Ouqayribat, située à l'est du gouvernorat de Hama, se retrouve totalement encerclée le 18 août, ainsi que 44 villages et hameaux environnants,. La poche est défendue par 1 500 djihadistes et 5 000 civils s'y trouvent également. 

## Déroulement
Le 1er septembre 2017, l'assaut est lancé sur Ouqayribat par l'armée syrienne et des miliciens palestiniens, avec le soutien des Iraniens et des Russes. La ville tombe aux mains des loyalistes dès le premier jour, mais elle est reprise le lendemain par les djihadistes lors d'une violente contre-attaque. Les combats se poursuivent cependant et les loyalistes reprennent une nouvelle fois le contrôle d'Ouqayribat au matin du 3 septembre.

## Les pertes
L'Observatoire syrien des droits de l'homme, les combats du 2 et 3 septembre font au moins 35 morts dans les rangs du régime et 120 tués du côté de l'État islamique,. Le 3 septembre, l'OSDH indique également qu'au moins 40 civils, dont sept femmes et sept enfants, ont été tués dans la région d'Ouqayribat lors des dix jours précédents.